# Tobias Siebert (Drehbuchautor)
Tobias Siebert (* 21. März 1963 in Wolfratshausen) ist ein deutscher Drehbuchautor.

## Leben
Siebert absolvierte 1988 den Magister Artium in Kommunikationswissenschaften, mit den Nebenfächern Betriebswirtschaft, Markt- und Werbepsychologie an der Ludwig-Maximilians-Universität München. Der Titel seiner Magisterarbeit lautete Die Unterbewertung von Drehbuchautoren im Vergleich mit Regisseuren in der Filmwirtschaft der Bundesrepublik Deutschland, untersucht anhand von Filmkritiken und Filmbesprechungen mit PR-Charakter.  Bereits während des Studiums begann er 1984 seine Tätigkeit als Drehbuchautor. Von 2004 bis 2007 war er geschäftsführender Vorstand des Verbandes Deutscher Drehbuchautoren.
Tobias Siebert ist verheiratet und lebt in München. 

## Filmografie (Auswahl)
- 1985: Schwabinger Girls (Drehbuch, Kino, Hardy Wagner Filmproduktion)
- 1986: Kalifornien (Drehbuch, Regie- und Kameraassistenz, Dokumentarfilm, Gogol Lobmayr Filmproduktion)
- 1986: San Franzisco (Drehbuch, Regie- und Kameraassistenz, Dokumentarfilm, Gogol Lobmayr Filmproduktion)
- 1986: Hawaii (Drehbuch, Regie- und Kameraassistenz, Dokumentarfilm, Gogol Lobmayr Filmproduktion)
- 1986: Kehlsteinhaus und Obersalzberg (Drehbuch, Regie- und Kameraassistenz, Dokumentarfilm, Gogol Lobmayr Filmproduktion)
- 1987: Panzer 87 Leopard (Drehbuch, Ausbildungsfilm, Didakta ’88)
- 1988: Alaska (Drehbuch, Kamera, Regieassistenz, Dokumentarfilm, Gogol Lobmayr Filmproduktion)
- 1988: Canada’s Westen (Drehbuch, Kamera, Regieassistenz, Dokumentarfilm, Gogol Lobmayr Filmproduktion)
- 1988: Alberta (Drehbuch, Kamera, Regieassistenz, Dokumentarfilm, Gogol Lobmayr Filmproduktion)
- 1997: München ruft (Drehbuch, Spielfilm, ARD)
- 1998: Lychees Weiß-Blau (Drehbuch, Spielfilm, BR Fernsehen)
- 1999: Die Ehrabschneider (Drehbuch, Fernsehspiel, ARD)
- 2000: Der Bulle von Tölz: www.mord.de (Drehbuch, Sat.1)
- 2002: Liebe ohne Fahrschein (Drehbuch, Spielfilm, ARD)
- 2004: Zwei am großen See (Drehbuch mit Franz Xaver Sengmüller, ARD)
- 2007–2011: Dahoam is Dahoam (Chefautor, 770 Folgen, BR Fernsehen)
- 2008: Pension Schaller (Drehbuch mit Dieter Fischer, BR Fernsehen)
- 2008: Das wahre Glück (Drehbuch, Dramedy, BR Fernsehen)
- 2010: Herzklopfen in Lansing (Drehbuch, Dramedy, BR Fernsehen)
- 2011–2017: Dahoam is Dahoam (Dialogbuchautor, 35 Folgen, BR Fernsehen)
- 2013: SOKO München: Grenzenloser Hass (Drehbuch mit Conny Lens, ZDF)
- 2017: In aller Freundschaft – Die jungen Ärzte: Auferstanden (Drehbuch, ARD)
- 2018–2023: In aller Freundschaft – Die jungen Ärzte (Senior-Autor, Writers Room, seit Folge 163 bis heute,  ARD)[6]

## Theaterstücke (Komödien Fernsehtheater)
- 1997: Bonifaz der Orgelstifter
- 1999: Der Leberkasbaron
- 2002: Achterbahn ins Glück
- 2004: Skandal im Doktorhaus
- 2007: Dottore d’Amore
- 2008: Pension Schaller
- 2012: Obandlt is! (Komödie)
- 2014: 1001 Nacht in Tegernbrunn
- 2016: Ein Garten voll Schlawiner[7]

## Auszeichnungen
- Bayerischer Fernsehpreis 2010 für Dahoam is Dahoam[8]